# Gertie Brown
Gertie Brown Moore (nacida Gilberta Gertrude Chevalier, 23 de agosto de 1878 – 24 de febrero de 1934) fue una intérprete de vodevil y una de las primeras actrices de cine afroamericanas. Brown es más conocida por su papel en la película muda de 1898 Something Good – Negro Kiss, que se hizo viral en 2018.

## Biografía
Según el censo federal de los Estados Unidos de 1900, Gertie Brown, que entonces tenía 22 años, nació en 1878. Según su obituario, comenzó su carrera en los escenarios a los nueve años. En la década de 1890, actuó junto al conocido compositor y artista Saint Suttle (1870-1932) en espectáculos de vodevil y minstrel en el área de Chicago y a nivel nacional. Suttle, Brown y John y Maud Brewster actuaban como un grupo llamado "The Rag-Time Four," responsable de popularizar una variante del baile cakewalk. En 1899, Suttle y Brown aparecieron en cartelera en el vodevil como "Two Real Ragtime Coons." Entre 1906 y 1915, Gertie Brown fue una de las actrices habituales del Pekin Theatre de Chicago. Entre sus actuaciones allí se incluyen papeles como el de "una india" en el espectáculo Coffey and Girls of All Nations en 1915.
Brown se casó con el comediante y actor Tim Moore en septiembre de 1915, y él la introdujo en una nueva carrera que la llevó por todo el país y al extranjero. Anunciados como Tim & Gertie Moore, la pareja realizó giras por circuitos de vodevil en Estados Unidos, Nueva Zelanda, las islas Hawái, y Australia, y fueron aclamados como una pareja "excepcionalmente inteligente." De 1920 a 1924, recorrieron los circuitos de vodevil Dudley y T.O.B.A. con su propia compañía, The Chicago Follies. En 1923, actuaron en la película muda perdida His Great Chance.
Con Tim Moore como protagonista, Gertie apareció con él en Broadway en la comedia musical Lucky Sambo en 1925. De 1925 a 1927, realizaron una gira con el Columbia Burlesque Wheel en el exitoso espectáculo de Edward E. Daly, Rarin' to Go. En 1927, también apareció con él en The Southland Revue y, a principios de 1928, en su espectáculo Bronze Buddies. Después de que su esposo fuera contratado como comediante estrella de Blackbirds of 1928, de Lew Leslie, Gertie solo apareció ocasionalmente en el escenario. Dedicó gran parte de su tiempo a su hogar y ayudó a organizar asistencia benéfica para los trabajadores del teatro que perdieron sus puestos de trabajo durante los primeros años de la Gran Depresión, lo que incluyó la creación de un hogar para actores indigentes.
Murió en 1934 de doble neumonía en el Harlem Hospital.

## Something Good – Negro Kiss
Redescubierta en 2017, Something Good – Negro Kiss muestra a una pareja afroamericana abrazándose, besándose y bailando. La investigación de la académica Allyson Nadia Field identificó a los actores como Suttle y Brown. Los historiadores del cine creen que Something Good fue una película improvisada rodada en el distrito South Loop de Chicago, posiblemente mientras Suttle y Brown se encontraban en el estudio cinematográfico de William Selig para filmar un baile cakewalk. En 2022 se incluyó en la exposición Regeneration: Black Cinema 1898–1971 en el Museo de la Academia de Artes de Los Ángeles, Estados Unidos.